# 신일본풍토기
신일본풍토기(新日本風土記)는 NHK BS 프리미엄에서 제작되어 방영되고 있는 다큐멘터리 프로그램이다. 2011년 4월 1일 첫 방송을 시작해 현재까지 방영되고 있다.

## 방송 시간
- 매주 금요일 밤 9시 ~ 9시 58분(58분)
  - 매주 목요일 밤 11시 45분,금요일 오전 8시 (재방송)